# Pseudophyllodromia ornata
Pseudophyllodromia ornata är en kackerlacksart som beskrevs av Brunner von Wattenwyl 1865. Pseudophyllodromia ornata ingår i släktet Pseudophyllodromia och familjen småkackerlackor. Inga underarter finns listade i Catalogue of Life.